# 哈貝爾蟲目
哈貝爾蟲目（學名：Habeliida）是節肢動物門螯肢亞門底下的一個已滅絕的目，屬於螯肢亞門裡的幹群（stem group），因為它們缺乏了螯肢。生活在寒武紀的加拿大伯吉斯頁岩。哈貝爾蟲目分成兩個類群：分別為單型科的哈貝爾蟲科，多须虫科（包含多须虫屬、猶他蝦屬、維桑格蝦屬）。

## 內部分類
- †哈貝爾蟲科 Habeliidae
  - †哈貝爾蟲屬 Habelia
- †多须虫科 Sanctacarididae
  - †多须虫屬（英语：Sanctacaris） Sanctacaris
  - †猶他蝦屬 Utahcaris
  - †維桑格蝦屬（英语：Wisangocaris） Wisangocaris
- †收割蟲屬（英语：Messorocaris） Messorocaris